# Litoria thesaurensis
Litoria thesaurensis es una especie de anfibio anuro de la familia Pelodryadidae.

## Distribución geográfica
Esta especie habita en Nueva Guinea, Nueva Bretaña, Nueva Irlanda, las islas Almirantazgo y las Islas Salomón, excepto en Makira. Está presente desde el nivel del mar a 1200 m de altitud.

## Descripción
El holotipo mide 28 mm.

## Etimología
Su nombre de especie, compuesto de thesaur[us], tesoro en latín, y el sufijo en latín -ensis, significa "que vive en, que habita", y le fue dado en referencia al lugar de su descubrimiento, las Islas del Tesoro.

## Publicación original
- Peters, 1877 : Herpetologische Notizen. II. Bemerkungen über neue oder weniger bekannte Amphibien. Monatsberichte der Königlich preussischen Akademie der Wissenschaften zu Berlin, vol. 1877, p. 415-423[5]